# La finestra
La finestra è il quarto album in studio del gruppo musicale italiano Negramaro, pubblicato l'8 giugno 2007 dalla Sugar Music.

## Descrizione
Il disco si compone di quattordici tracce, scritte e composte dal frontman della band Giuliano Sangiorgi e prodotte da Corrado Rustici.

## Promozione

### Singoli
Il primo singolo estratto dall'album è Parlami d'amore, vincitore del Festivalbar 2007, mentre il secondo singolo è stato L'immenso. Il terzo singolo estratto dall'album è Cade la pioggia, scritta con Jovanotti, il quale canta l'ultima parte rappata del brano. Il quarto singolo estratto dall'album è Via le mani dagli occhi, seguito dal quinto singolo Un passo indietro. Il 30 novembre 2007 è uscita l'edizione deluxe dell'album, contenente il CD con una nuova traccia inedita e il DVD con il film rockumentary Dall'altra parte della luna.

### Tour
I Negramaro sono partiti in contemporanea all'uscita del loro nuovo album in un tour per l'Italia fino ad agosto 2007. Da settembre hanno invece portato la loro musica a teatro, enfatizzando le sonorità acustiche dei nuovi pezzi.

## Accoglienza
Recensendo l'album Rockol lo definisce «il presente del pop-rock italiano», riscontrandovi «precisi cambi di ritmo di una band che si muove con grande sincrono e naturalezza assecondando il cantato di Giuliano» affrontando testi «in cui si è immersi nelle riflessioni, ora urlate ora sussurrate, di questi sei ragazzi alle prese con la problematica sfera dei delicati rapporti con l’altra metà del cielo».

## Tracce
Testi e musiche di Giuliano Sangiorgi, eccetto dove indicato.
1. La distrazione – 3:49
2. Giuliano poi sta male – 3:30
3. Parlami d'amore – 3:19
4. Un passo indietro – 3:55
5. L'immenso – 3:34
6. La finestra – 3:43
7. Quel posto che non c'è – 3:34
8. Neanche il mare – 4:00
9. E ruberò per te la Luna – 3:00
10. Cade la pioggia (feat. Jovanotti) – 6:08 (testo: Giuliano Sangiorgi, Jovanotti)
11. Via le mani dagli occhi – 3:48
12. Una volta tanto (canzone per me) – 4:23
13. Tu ricordati di me – 3:17
14. È così – 14:45 – contiene la traccia fantasma Pelle e calamaio

Tracce bonus nell'edizione deluxe
1. Senza fiato (feat. Dolores O'Riordan) – 4:38 (testo: Giuliano Sangiorgi, Dolores O'Riordan – musica: Paolo Buonvino)
2. La distrazione (Versione Acustica) – 4:33

DVD bonus nell'edizione deluxe
1. Dall'altra parte della luna

## Formazione
Gruppo
- Giuliano Sangiorgi – voce, chitarra e pianoforte
- Emanuele Spedicato – chitarra
- Ermanno Carlà – basso
- Andrea Mariano – pianoforte, Fender Rhodes, organo Hammond e sintetizzatore
- Danilo Tasco – batteria
- Andrea De Rocco – campionatore, organetto

Altri musicisti
- Corrado Rustici – programmazione; chitarra in L'immenso e E ruberò per te la luna, tastiera in Cade la pioggia
- Coro dell'Accademia di Santa Cecilia – cori in E ruberò per te la luna
- Solis String Quartet – archi in La distrazione, È così, Quel posto che non c'è, Neanche il mare, Parlami d'amore e Un passo indietro
- Jeanye Tracy Smith, Sandy Griffith, Larry Batiste, Claytoven Richardson – cori in Cade la pioggia

## Classifiche
| Classifica (2007) | Posizione massima |
| ----------------- | ----------------- |
| Italia            | 1                 |
| Svizzera          | 96                |

### Classifiche di fine anno
| Classifica (2007) | Posizione |
| ----------------- | --------- |
| Italia            | 12        |
| Classifica (2008) | Posizione |
| Italia            | 16        |